# Дубровка (Параньгинський район)
Дубро́вка (рос. Дубровка, марій. Дубровка) — присілок у складі Параньгинського району Марій Ел, Росія. Входить до складу Ілетського сільського поселення.

## Населення
Населення — 21 особа (2010; 42 у 2002).
Національний склад (станом на 2002 рік):
- росіяни — 81 %